# Virus de la inmunodeficiencia bovina
El virus de la inmunodeficiencia bovina, también llamado BIV por sus iniciales en inglés (Bovine immunodeficiency virus), es un virus que pertenece a la familia Retrovirus, género Lentivirus. Está emparentado con el virus de la inmunodeficiencia humana, pero provoca enfermedad en bóvidos. Las células afectadas principalmente son los linfocitos y monocitos.

## Enfermedad
La infección en los bóvidos no causa enfermedad severa, pero provoca perdida de peso en los animales y disminución en la producción de leche. También se ha observado mayor incidencia de encefalitis y otras infecciones secundarias. Se cree que una vez se ha producido la infección, el virus persiste en el animal durante toda su vida, disminuyendo la respuesta inmune.

## Mecanismo de contagio
No son totalmente conocidos, se cree que la transmisión entre animales se produce por intercambio de fluidos, como en otros retrovirus. También es posible la transmisión vertical, de la madre a la cría en el interior del útero.

## Distribución
La enfermedad tiene distribución mundial y afecta principalmente a Bos taurus y búfalos de agua (Bubalus bubalis).

## Otros Lentivirus
El virus de la inmunodeficiencia bovina, está emparentado con otros virus del género lentivirus que afectan a diferentes especies:
- Virus maedi-visna (VMV) en ovinos.
- Virus de la artritis-encefalitis caprina (VAEC) en caprinos.
- Virus de la anemia infecciosa equina (VAIE) en caballos.
- Virus de la inmunodeficiencia felina (VIF) en felinos
- Virus de inmunodeficiencia en simios (VIS) en primates.
- Virus de la inmunodeficiencia humana (VIH) en humanos.